# Instituto Internacional para a Unificação do Direito Privado
O Instituto Internacional para a Unificação do Direito Privado, também conhecido como UNIDROIT (francês: Institut international pour l'unification du droit privé; inglês: International Institute for the Unification of Private Law), é uma organização internacional independente cujo propósito é estudar formas de harmonizar e de coordenar o direito privado entre Estados e preparar gradualmente a adoção, pelos diversos Estados, de uma legislação de direito privado uniforme.
Inicialmente fundado em 1926 como órgão auxiliar da Sociedade das Nações, o instituto foi restabelecido em 1940 por meio de um tratado multilateral, o Estatuto Orgânico do Instituto Internacional para a Unificação do Direito Privado, adotado em 15 de março daquele ano. Em março de 2023, contava com 63 Estados membros, representando cinco continentes, com diversos sistemas jurídicos, econômicos e políticos.
O instituto está sediado na Villa Aldobrandini, na cidade italiana de Roma.

## Convenções
Ao longo do tempo, o UNIDROIT preparou diversas convenções que vieram a ser adotadas durante conferências diplomáticas que reuniram os Estados membros do Instituto:
- Convenção relativa a uma lei uniforme sobre a venda internacional de bens (Haia, 1964)
- Convenção relativa a uma lei uniforme sobre a formação de contratos para a venda internacional de bens (Haia, 1964)
- Convenção Internacional sobre contratos de viagem (Bruxelas, 1970)
- Convenção relativa a uma lei uniforme para a forma de um testamento internacional (Washington, 1973)
- Convenção sobre agência na venda internacional de bens (Genebra, 1983)
- Convenção UNIDROIT sobre o leasing financeiro internacional (Ottawa, 1988)
- Convenção UNIDROIT sobre factoring internacional (Ottawa, 1988)
- Convenção UNIDROIT sobre objetos culturais roubados ou exportados ilegalmente (Roma, 1995)
- Convenção sobre garantias internacionais dos equipamentos móveis (Cidade do Cabo, 2001)
- Protocolo relativo às questões específicas dos equipamentos aeronáuticos à Convenção sobre garantias internacionais dos equipamentos móveis (Cidade do Cabo, 2001)